# Alfa Pavonis
Alfa Pavonis (α Pavonis, Alfa Pav, α Pav) je nejjasnejší hvězda v souhvězdí Páva, nachází se nedaleko hranice se souhvězdím Dalekohledu. Je to podobr, tedy hvězda, která opustila hlavní posloupnost poté, co spotřebovala vodík v jádře. Také se jedná o spektroskopickou dvojhvězdu, její složky vykonají oběh kolem sebe za 11,753 dne. Odhadované stáří je 30 milionů let.
V roce 2016 Mezinárodní astronomická unie (IAU) a její pracovní skupina WGSN schválila pro hvězdu jméno Peacock.